# Johannes Äbersold

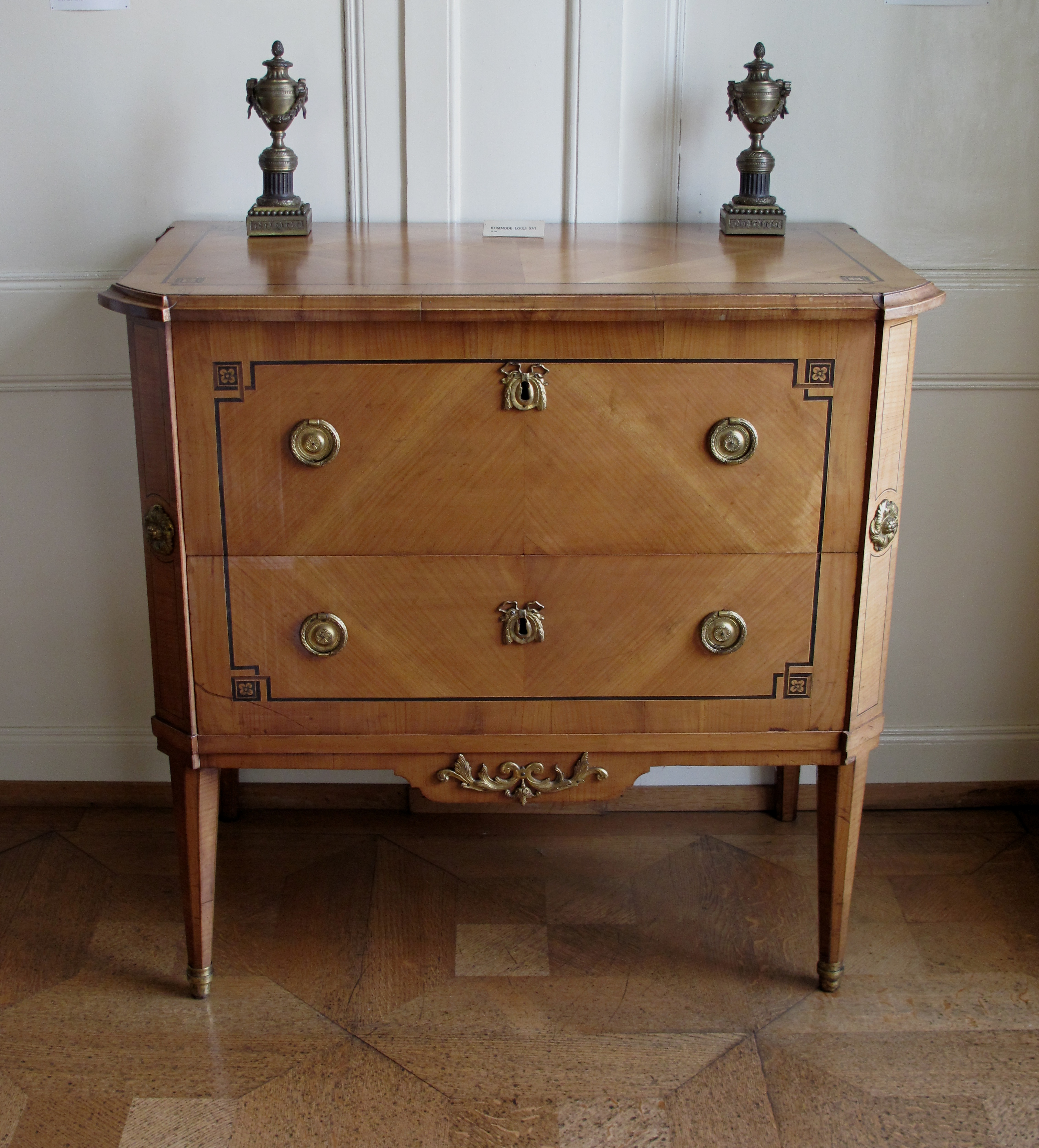
Johannes Äbersold, Kommode Transition (Schloss Oberhofen).

Johannes Äbersold (getauft 1737 in Bern; † 1812 ebenda) war ein Berner Ebenist.
1770 kehrte Johannes Äbersold nach seiner Wanderschaft nach Bern zurück und nahm im Januar 1780 in der Tischmacher-Meisterschaft Einsitz. Über seine Ausbildung ist bisher nur bekannt, dass er sich 1767 in Paris aufhielt. Unübersehbar ist seine stilistische und architektonische Nähe zu den Dresdener Ebenisten. Äbersold ist ein Vertreter des Transition, des Stils, der Merkmale des Rokoko und des Klassizismus vereint. Er verband die beiden Stile höchst kreativ. So sind von ihm Kommoden bekannt, die durchaus noch in den Formen Mathäus Funks gehalten sind, jedoch klassizistisch furniert und beschlagen sind.
Johannes Äbersold geriet nach seinem Tod in Vergessenheit. Zahlreiche Möbel aus seiner Hand wurden je nach stilistischer Ausgestaltung entweder Mathäus Funk oder Christoph Hopfengärtner zugeschrieben, bis Hermann von Fischer 1999 in schriftlichen Quellen auf den Namen stiess und eine Gruppe von Möbeln für Äbersold sichern konnte.

## Werke
- Doppelsekretär Louis XVI (Memento vom 17. Dezember 2016 im Internet Archive)